# Milutin Dragićević
Milutin Dragićević (serbisch-kyrillisch Милутин Драгићевић; * 21. April 1983 in Šabac, Jugoslawien) ist ein serbischer Handballspieler. Seine Spielposition ist am Kreis.

## Karriere

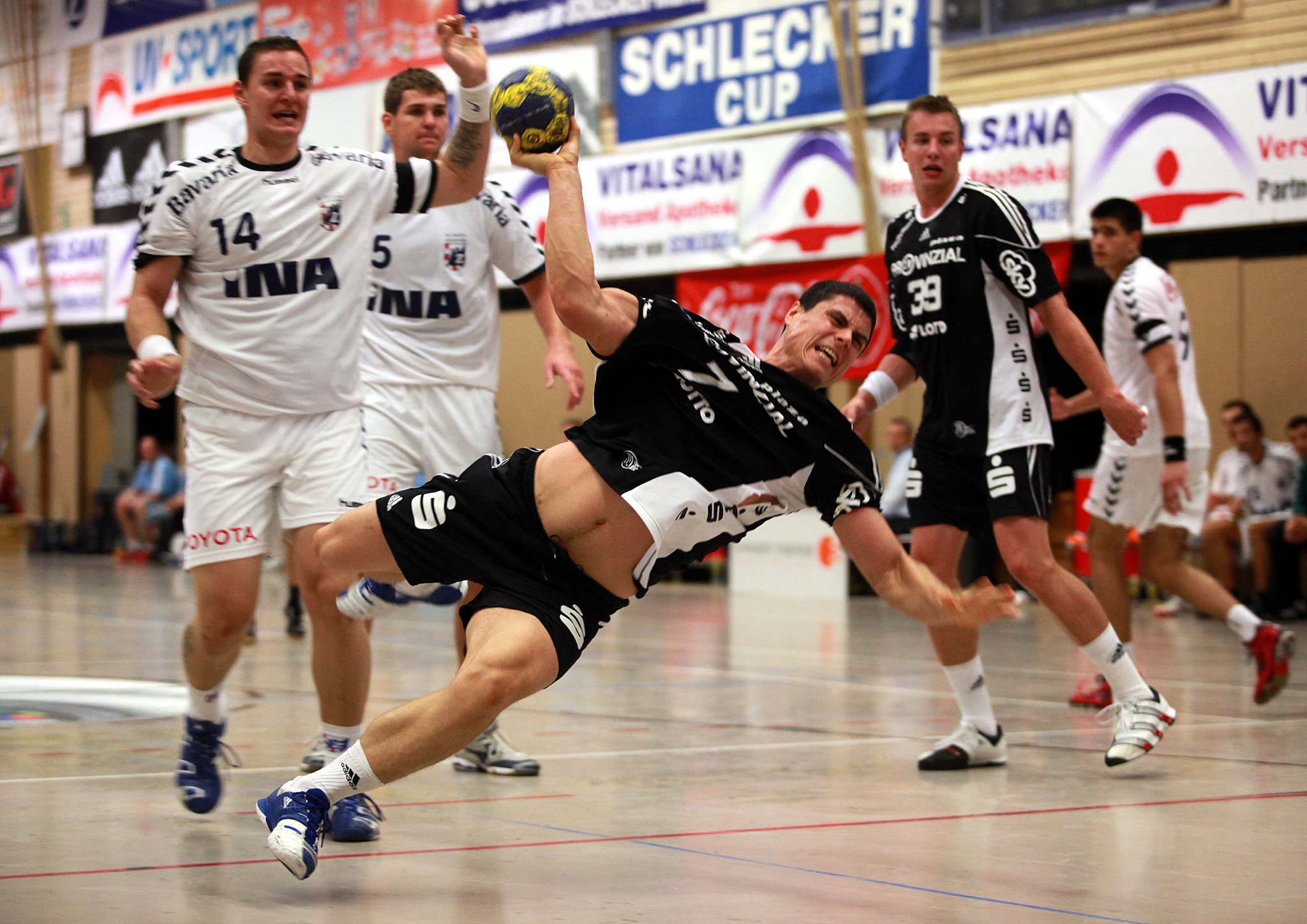
Milutin Dragićević bei einem Spiel gegen RK Zagreb (August 2010)

Milutin Dragićević erlernte das Handballspielen bei Metaloplastika Šabac. Er spielte ab 2005 in Rumänien bei Constanța, ab 2007 in Dänemark bei Bjerringbro-Silkeborg und seit 2010 in der Handball-Bundesliga beim THW Kiel. Im Mai 2012 einigte sich Dragićević mit dem THW auf eine vorzeitige Vertragsauflösung. Anschließend kehrte er zum HCM Constanța zurück. Ein Jahr später wechselte er zu Metaloplastika Šabac. Im Januar 2014 wurde Dragićević bis zum Saisonende 2013/14 vom dänischen Erstligisten Nordsjælland Håndbold unter Vertrag genommen. Anschließend kehrte er zu Metaloplastika Šabac zurück.
Dragićević hat eine Körperlänge von 1,87 m und wiegt rund 100 kg. Er ist verheiratet mit Dragana und hat einen Sohn.

## Erfolge
- Wertvollster Spieler der rumänischen Liga 2006/07
- Torschützenkönig und wertvollster Spieler der dänischen Liga 2007/08
- DHB-Pokal 2011 und 2012
- DHB-Supercup 2011
- Super-Globe-Sieger 2011
- Deutsche Meisterschaft 2012
- EHF Champions League 2012
- Rumänische Meisterschaft 2013

## Bundesligabilanz
| Saison    | Verein   | Spielklasse | Spiele | Tore | 7-Meter | Feldtore |
| --------- | -------- | ----------- | ------ | ---- | ------- | -------- |
| 2010/11   | THW Kiel | Bundesliga  | 33     | 48   | 0       | 48       |
| 2011/12   | THW Kiel | Bundesliga  | 15     | 05   | 0       | 05       |
| 2010–2012 | gesamt   | Bundesliga  | 47     | 53   | 0       | 53       |